# Hormigueros de la sabana
Hormigueros de la sabana (en inglés: Anthills of the Savannah) es una novela del nigeriano Chinua Achebe, publicada en 1987. Fue su quinta novela,  21 años posterior a su predecesora (''Un hombre del pueblo'', 1966); también fue la primera de sus obras en ser publicada en Inglaterra y se le atribuye el mérito de haber "revivido su reputación en Gran Bretaña". Finalista en el Premio Booker 1987, Hormigueros de la sabana, fue calificada como la "la novela más importante que salida de África, en los 80". Desde su lanzamiento, la novela ha sido aclamada por la crítica.

## Argumento
La historia se desarrolla en el país imaginario de Kangan, en el África Occidental, donde un oficial entrenado en la Sandhurst, identificado simplemente como Sam y conocido como "Su Excelencia", detenta el poder tras un golpe de Estado. Achebe describe la situación política a través de las experiencias de tres amigos: Chris Oriko, comisario de información del gobierno; Beatrice Okoh, funcinaria del Ministerio de Finanzas y novia de Chris; e Ikem Osodi, editor de un periódico contrario al régimen. Entre otros personajes se encuentran Elewa, novia de Ikem, y el mayor del ejército "Samsonite" Ossai, un infame oficial conocido por engrapar las manos de sus víctimas con una engrapadora de marca Samsonite. La tensión se va intensificando a lo largo de la novela, culminando en el asesinato de Ikem por parte del régimen, la caída y la muerte de Sam y finalmente, en el asesinato de Chris. El libro concluye con una ceremonia de nombramiento no tradicional para Elewa y la hija de un mes de edad de Ikem, organizada por Beatrice.

## Recepción
La novela recibió muy buenas críticas. Charles Johnson, escribió en The Washington Post, elogiando el libro, pero criticó a Achebe por no haber desarrollado a sus personajes en su totalidad. Nadine Gordimer alabó el humor del libro, particularmente cuándo se contrastó lo que ella llamaba el "horror" contrastado contra él.